# علي بيه مظهر (مسرحية)
علي بيه مظهر هي مسرحية كوميدية مصرية عرضت في عام 1976، من بطولة محمد صبحي، من تأليف لينين الرملي ومن إخراج أحمد بدر الدين.

## قصة المسرحية
تدورالأحداث حول الشاب البسيط «علي مظهر» الذي يحلم بالثراء السريع لاعتقاده بأنه يملك قوى عقلية خارقة، وبالفعل يبدأ في تحقيق حلمه عندما يتعرف على رجل أعمال ويعمل معه، وفي نفس الوقت يقع في حب فتاة يظن أنها من الأثرياء، ليصدم بسلسلة من المفاجآت في رحلته.

## طاقم التمثيل
- محمد صبحي
- عزة كمال
- عبد الحفيظ التطاوي
- إنعام سالوسة
- محمود القلعاوي
- هدى زكي
- محسن محيي الدين
- مرسي الحطاب

## فريق العمل
- إخراج: أحمد بدر الدين
- تأليف: لينين الرملي
- إنتاج: مفيد مرعي